# Антонов, Антон Антонович
Анто́н Анто́нович Анто́нов (25 мая 1919, Сентово, Херсонская губерния — 13 апреля 1944, Ташлык, Григориопольский район) — советский военнослужащий, гвардии красноармеец. Участник Великой Отечественной войны. Герой Советского Союза (1944, посмертно).

## Биография
Родился в 1919 году в селе Сентово Александрийского уезда Херсонской губернии (ныне село Родниковка Александровского района Кировоградской области Украины) в крестьянской семье. Украинец. Беспартийный. Образование начальное. До войны работал токарем на кировоградском заводе «Красная звезда».
В ряды Рабоче-крестьянской Красной армии призван после освобождения Кировограда от немецко-фашистских захватчиков. С января 1944 года красноармеец Антонов воевал в должности пулемётчика ручного пулемёта 1-го стрелкового батальона 290-го гвардейского полка 95-й гвардейской стрелковой дивизии 5-й гвардейской армии 2-го Украинского фронта. Участвовал в боях за Правобережную Украину. Особо отличился в Уманско-Ботошанской операции.
23 марта 1944 года гвардии красноармеец А. А. Антонов со своим пулемётом первым форсировал Южный Буг у села Чаусово Первомайского района Николаевской области Украинской ССР, и заняв огневую позицию, отразил контратаку противника, пытавшегося воспрепятствовать переправе советских войск. В бою уничтожил 8 немецких солдат. Развивая стремительное наступление, передовые части дивизии вышли к реке Днестр. В ночь с 12 на 13 апреля 1944 года в составе группы из восьми добровольцев под командованием гвардии капитана С. В. Целых под огнём противника гвардии красноармеец А. А. Антонов форсировали Днестр в районе села Ташлык. Во время переправы Антон Антонович находился на носу десантной лодки и огнём из пулемёта подавлял огневые точки противника. Обеспечив высадку группы на правый берег реки, пулеметчик А. А. Антонов погиб.
За образцовое выполнение боевых заданий командования на фронте борьбы с немецкими захватчиками и проявленные при этом отвагу и геройство указом Президиума Верховного Совета СССР от 13.09.1944 года гвардии красноармейцу Антонову Антону Антоновичу было присвоено звание Героя Советского Союза посмертно. Похоронен в братской могиле советских воинов в селе Ташлык.

## Награды
- Медаль «Золотая Звезда» (13.09.1944, посмертно);
- Орден Ленина (13.09.1944, посмертно).

## Память

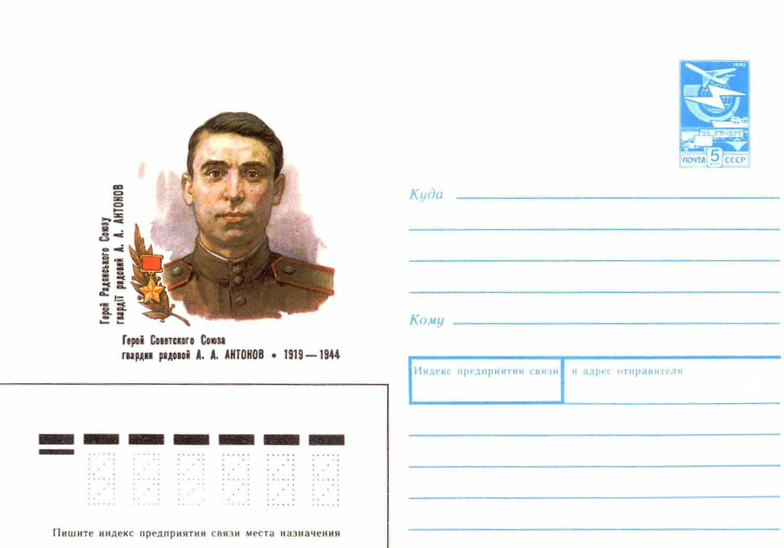
Герой Советского Союза А. А. Антонов на конверте почты СССР

- Бюст Героя Советского Союза А. А. Антонова установлен в селе Ташлык;
- Имя Героя Советского Союза А. А. Антонова носит школа в селе Ташлык;
- Именем Героя Советского Союза А. А. Антонова была названа улица в городе Кировограде.

## Документы
- Общедоступный электронный банк документов «Подвиг Народа в Великой Отечественной войне 1941—1945 гг.» Архивировано 13 марта 2012 года. № в базе данных 150001163. Архивировано 12 мая 2013 года., 18938765. Архивировано 12 мая 2013 года., 20918732. Архивировано 12 мая 2013 года.
- Обобщённый банк данных «Мемориал». Архивировано 10 мая 2012 года. ЦАМО, ф. 58, оп. 18002, д. 295 (недоступная ссылка — история)., ЦАМО, ф. 58, оп. 977525, д. 279.